# Cymbalaria pilosa
Cymbalaria pilosa är en grobladsväxtart som först beskrevs av Nikolaus Joseph von Jacquin, och fick sitt nu gällande namn av Liberty Hyde Bailey. Cymbalaria pilosa ingår i släktet murrevor, och familjen grobladsväxter. Inga underarter finns listade i Catalogue of Life.